# Tacabro
Tacabro es un trío italiano de música dance oriundo de Catania, Sicilia. Está conformado por los DJs y productores italianos Mario Romano y Salvatore "Salvo" Sapienza y el cantante cubano Raúl-Rodríguez Martínez también conocido como Ruly MC.

## Trayectoria musical
Comenzaron en discotecas italianas como DJs y para la primavera del 2008 presentándose como un dúo conocido en ese entonces como Romano & Sapienza, tocando principalmente música electro/tribal. Su primer éxito fue el sencillo "Judas Brass", lanzado en el 2008 por Hollister Records.
Martínez Rodríguez nació en La Habana, Cuba. En 2002 llegó a la ciudad italiana de Turín. Allí comenzó a trabajar como cantante y bailarín en varios discotecas de música latina bajo su nombre artístico Ruly MC.
Desde 2011 han participado como trío en muchas canciones. Entre ellos se encuentran "Mujeres" y "I Like Reggaeton". Pero lo que los lanzó internacionalmente fue su éxito "Tacatà". El sencillo fue lanzado en el 2011 en Italia acreditado como "Romano & Sapienza featuring Rodriguez". En mayo de 2012, Rodríguez se unió definitivamente al proyecto y deciden cambiar su nombre por el de Tacabro y con él, relanzan el sencillo "Tacata'", convirtiéndose en un éxito internacional en toda Europa, obteniendo el disco de oro y platino en varios países como Italia, España, Austria, Alemania, Suiza, Francia, Bélgica, Polonia, Dinamarca, etc. En agosto de 2012 lanzaron su álbum debut titulado Ritmo de la Calle incluyendo sus anteriores sencillos por el sello discográfico Dance and Love.

## Discografía

### Álbumes
- 2012: Ritmo de la Calle

### Sencillos
- 2008: "Judas Brass" (como Romano & Sapienza)
- 2011: "Mujeres" (como Romano & Sapienza feat. Ruly MC)
- 2011: "I Like Reggaeton" (como Romano & Sapienza feat. Ruly MC)
- 2012: "Tacatà" (como Tacabro)
- 2012: "Así Así" (como Tacabro)
- 2013: "Tic Tic Tac" (Tacabro feat. Prado Grau vs Orchestra Bagutti)
- 2014: "I Love Girls" (Tacabro vs. Dj Matrix feat. Kenny Ray)